# Hertenkamp 1 (Assen)
Het pand aan de Hertenkamp 1 in de Nederlandse plaats Assen is een monumentaal herenhuis.

## Beschrijving
Het huis werd in 1876 gebouwd aan in opdracht van C.L. Kniphorst, oud-burgemeester van Beilen en Gieten. Het pand werd door architect J. ten Horn ontworpen in een eclectische stijl. Het huis staat met de voorzijde gericht naar het Van der Feltzpark en heeft aan de achterzijde zicht op de hertenkamp met hertenstal, aan de rand van het Asserbos.
De villa is opgetrokken vanuit een rechthoekige plattegrond en heeft een verdieping onder een met Friese pannen gedekt, afgeknot schilddak. Het huis heeft een kenmerkend lage eerste bouwlaag. De korte vensters op de begane grond zijn getoogd, de vensters op de verdieping hebben afgeronde bovenhoeken en een profiellijst met kuif.
Op de hoeken van het pand zijn octogonale hoekpilasters aangebracht, die niet alleen decoratief zijn, maar dienen als ventilatiekokers. De pilasters hebben een eier- en tandlijst en een bekroning in de vorm van een fioel met zinken afdakje. De gevels worden beëindigd door een verkropt entablement met tandlijst en een uitkragende geprofileerde gootlijst.
Boven de entree in de voorgevel is een balkon aangebracht met een gietijzeren balustrade. Het balkon rust op consoles met plastische decoraties en leeuwenkoppen. Boven de middentravee staat een dakkapel met vleugelstukken, openslaand keperboogvenster en fronton met geprofileerde schouderlijst.
Het huis valt binnen het beschermd stadsgezicht van Assen.